# Dorina Nowill

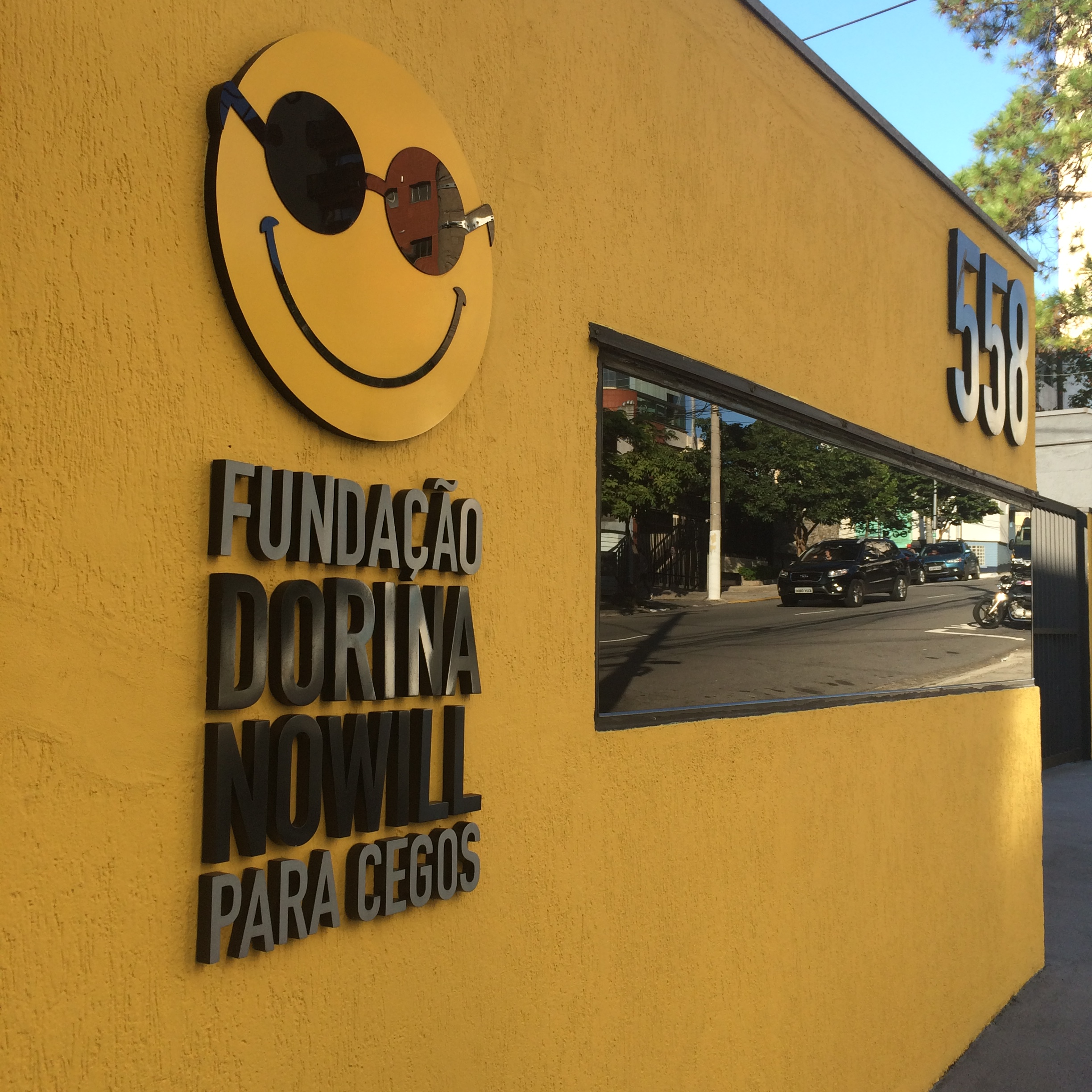
Das Centro de Memória Dorina Nowill in São Paulo

 Dorina de Gouvêa Nowill  (* 28. Mai 1919 in São Paulo; † 29. August 2010 ebenda) war eine brasilianische Pädagogin und Philanthropin. Sie war eine Pionierin der Blindenerziehung in Brasilien.

## Leben und Werk
Nowill erblindete im Alter von 17 Jahren aufgrund einer Augeninfektion. 1945 erreichte sie es an der Caetano de Campos-Schule in São Paulo, dass ein erster Lehrerspezialisierungskurs für den Blindenunterricht durchgeführt wurde. Nach ihrem Abschluss als Lehrerin reiste sie mit einem von der amerikanischen Regierung bezahlten Stipendium in die USA, um an der Columbia University einen Spezialisierungskurs im Bereich Sehbehinderung zu besuchen. Am 11. März 1946 gründete sie mit Adelaide Reis de Magalhães und sechs weiteren Freunden der Caetano de Campos Normal School die Stiftung für das Buch der Blinden in Brasilien, in der Freiwillige Veröffentlichungen in Blindenschrift umschrieben. Später wurde hieraus die Dorina Nowill-Stiftung. Von 1961 bis 1973 leitete sie die Nationale Blindenerziehungskampagne des Ministeriums für Bildung und Kultur.  1979 wurde sie zur Präsidentin des Weltblindenrates gewählt, sprach 1981 vor der Generalversammlung der Vereinten Nationen und setzte sich für die Schaffung der Lateinamerikanischen Union der Blinden ein. 1950 heiratete sie den Anwalt Edward Hubert Alexander Nowill (1923–2013), den sie in den USA während ihres Studiums an der Columbia University als Stipendiatin kennengelernt hatte. Nowill hinterließ fünf Kinder und zwölf Enkelkinder. Die Zeitschrift Época führte sie 2009 als eine der 100 einflussreichsten Brasilianerinnen des Jahres. Die Weltblindenunion gab ihr für ihr Lebenswerk die Ehrenmitgliedschaft. Zum Gedenken an ihren 100. Geburtstag veröffentlichte Google am 28. Mai 2019 ein Doodle.